# Owen Willans Richardson
Pour l’article homonyme, voir Richardson.
Sir Owen Willans Richardson (26 avril 1879 à Dewsbury, Yorkshire, Angleterre - 15 février 1959 à Alton, Hampshire, Angleterre) est un physicien britannique. Il est lauréat du prix Nobel de physique de 1928 « pour ses travaux sur le phénomène thermoïonique et particulièrement pour la loi portant son nom ».

## Biographie
Il fait ses études au Trinity College à Cambridge et enseigne à l'Université de Princeton de 1906 à 1913.
Il reçoit la médaille Hughes de la Royal Society en 1920 pour son travail sur l'émission thermoïonique, qui est à la base du tube à vide. En 1921, il entreprend l'une des premières vérifications expérimentales de la loi statistique de Maxwell en déterminant la distribution des vitesses des électrons émis par une plaque portée à incandescence.
En 1928, il reçoit le prix Nobel de physique « pour ses travaux sur le phénomène thermoïonique et particulièrement pour la loi portant son nom ». Il est également lauréat de la Royal Medal en 1930.
Richardson a travaillé aussi sur l'effet photoélectrique, l'effet gyromagnétique, l'émission d'électrons par les réactions chimiques, les rayons X mous et le spectre de l'hydrogène.
Il a été fait Chevalier en 1939. Son épouse est décédée en 1945.

#### Bases de données et dictionnaires
- Ressources relatives à la recherche :   - Mathematics Genealogy Project
  - Scopus
- Ressource relative aux beaux-arts :   - National Portrait Gallery
- Notices dans des dictionnaires ou encyclopédies généralistes :   - Britannica
  - Brockhaus
  - Den Store Danske Encyklopædi
  - Deutsche Biographie
  - Enciclopedia De Agostini
  - Gran Enciclopèdia Catalana
  - Hrvatska Enciklopedija
  - Internetowa encyklopedia PWN
  - Nationalencyklopedin
  - Munzinger
  - Oxford Dictionary of National Biography
  - Store norske leksikon
  - Treccani
  - Universalis
- Notices d'autorité :   - VIAF
  - ISNI
  - IdRef
  - LCCN
  - GND
  - CiNii
  - Pays-Bas
  - Pologne
  - NUKAT
  - Norvège
  - Tchéquie
  - WorldCat